# Norddeutscher Morgenpromenadenbeförderungsverein
Der Norddeutsche Morgenpromenadenbeförderungsverein war ein im Königreich Hannover von Hermann Wilhelm Bödeker, dem Pastor der Marktkirche, gegründeter Verein, bei dem Menschen aus unterschiedlichen gesellschaftlichen Schichten zu einer Promenade zusammentrafen. Offizieller Zweck war die „Pflege der Gesundheit, Freude an der Natur sowie [… die] gesellige Unterhaltung und Belehrung“, die der Kirchenmann regelmäßig mit Spendensammlungen verband.

## Geschichte

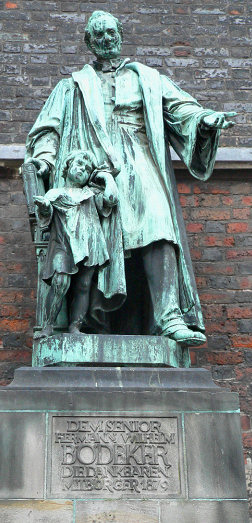
Halten die Hände auf: Pastor Hermann Wilhelm Bödeker und ein bedürftiges Kind; das Bödekerdenkmal an der Marktkirche im Zentrum der Altstadt Hannovers

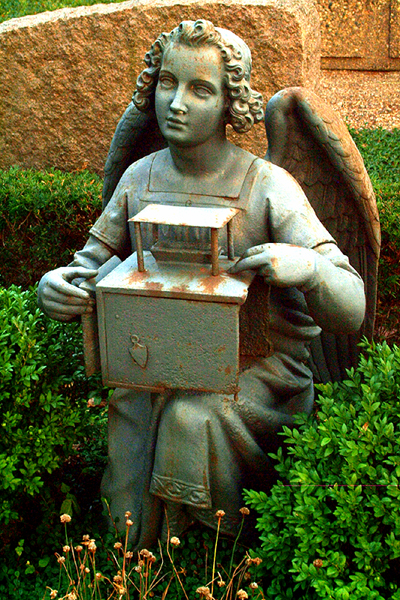
Bis 2013 als verschollen geglaubt: Auf dem Kirchröder Friedhof fand sich einer der von Georg Hurtzig 1854 geschaffenen „Bödekerengel“, die Bödekers Spendensammeln rationalisierten

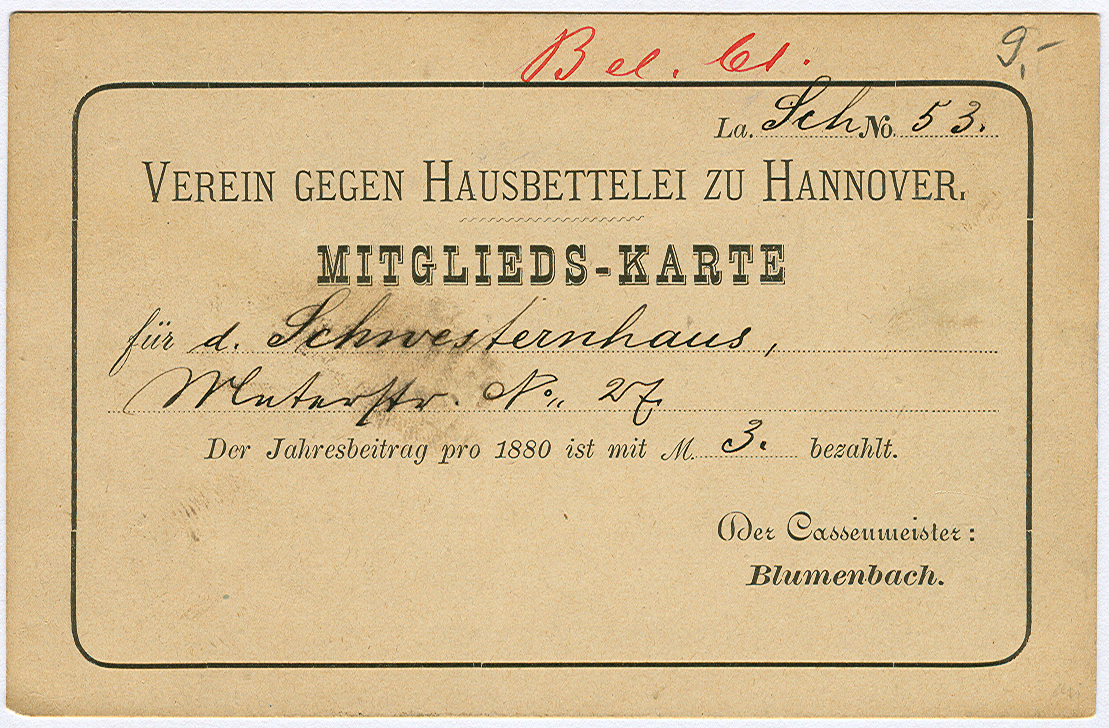
Verein gegen Hausbettelei zu Hannover; Mitgliedskarte des zuvor von Bödeker geleiteten Schwesternhauses

Mit der Einrichtung des 1839 durch Hermann Wilhelm Bödeker gegründeten Vereins trafen täglich und bei jedem Wetter ab halb acht Uhr morgens Menschen zusammen, darunter auch speziell geladene Gäste des Pastors. Nach einer Wanderung zu dem seinerzeit noch außerhalb der Stadtgrenzen gelegenen Lister Turm versammelte sich die Runde dort oder auch beim Neuen Haus zum zwanglosen gemeinsamen Kaffeetrinken. Dabei wurden sowohl Informationen über die „Große Politik“ ausgetauscht als auch über Lokales oder Familiäres gesprochen.
Bödeker, der ohne Unterlass um Spendengelder für die von ihm gegründeten sozialen und kirchlichen Einrichtungen warb, vor allem bei seinen persönlichen Gästen, hielt den Teilnehmern seines Promenadenvereins zweimal wöchentlich die Sammelbüchse vor, bis der Bildhauer Georg Hurtzig 1854 hierfür hilfsweise die sogenannten „Bödekerengel“ geschaffen hatte. Die Gelder sollten insbesondere bedürftigen Kindern zukommen. Daneben sammelte Bödeker aber auch für den Aufbau der Flotte des Deutschen Bundes sowie für die Errichtung des Hermannsdenkmals, zumal dessen Schöpfer, Ernst von Bandel, große Teile des Denkmals in seiner hannoverschen Werkstatt fertigte.
Nach dem Tode Bödekers 1875 zerfiel der von ihm dominierte Vereins allmählich. Wenige Jahre nach dem Tode Bödekers, der das Spendensammeln für wohltätige oder patriotische Zwecke beinahe institutionalisiert hatte, gründete sich 1879 der Verein gegen Hausbettelei, der gut vier Jahrzehnte später das Werkheim für Obdachlose in Hannover hervorbrachte.